# Fábián László (színművész)
Fábián László (Szeged, 1850 – Miskolc, 1902. szeptember 2.) színész, igazgató, színházi titkár.

## Pályafutása
Fábián Ferenc és Kernyi Judit fiaként született. 18 éves korában, 1868. október 1-én lépett a színipályára, 
Szathmáry Károlynál. Kisebb karakterszerepeket formált meg, mindig a társulat biztos embereként számíthattak rá. Egy-két évadot töltött a jobb társulatoknál, majd mint titkár is működött. 1890-ben színigazgatásba fogott, de nem sok sikert ért el. Utolsó szereplése az Ocskay brigadérosban volt, amely darabban mint Palócz nagy tetszést aratott. Az Erzsébet közkórházban hunyt el főérbillentyű-elégtelenség következtében, a mindszenti sírkertben helyezték örök nyugalomra. Neje Ruttkay Erzsébet színésznő volt.

## Fontosabb szerepei
- Karove Jakab (Fényes S.: Kuruc Feja Dávid)
- Benito (Echegaray: Őrült vagy szent?)

## Működési adatai
1868: Szathmáry Károly; 1869: Aradi Gerő; 1870: Mosonyi Károly; 1871: Miklósy Gyula; 1873: Sztupa Andor, Mosonyi Károly; 1874: Szegedy Mihály, Borsos; 1876: Szabó Antal; 1878: Kőszegi Endre; 1879–81: Völgyi György; 1881: Bényei István; 1882: Károlyi; 1883: Mándoky Béla; 1884–86: Saághy Zsigmond; 1886: ifj. Bács Károly; 1887: Komlóssy Ferenc; 1888: Nagy Paula; 1889: Miskolczi Henrik; 1892–94: Homokay László; 1894: Bokody Antal; 1895: Szalkay Lajos; 1896: Somogyi Károly; 1897–99: Szalkay Lajos; 1899–1901: Kunhegyi Miklós; 1901: Szalkay Lajos.
Igazgatóként: 1890–92: Zenta, Siklós.